# ABCSトーナメント
ABCSトーナメント（英: ABCS Tournament、蘭: ABCS-toernooi）は、カリブ海サッカー連合（CFU）に所属する4カ国間で開催される、サッカーの国際大会である。4カ国の頭文字（アルバ:Aruba,ボネール島:Bonaire,,キュラソー島:Curaçao,スリナム:Suriname）を取って、ABCSトーナメントと名付けられた。
2010年にスリナムサッカー連盟の会長だった、ルイス・ギスカスにより開始された。「カリブ海のオランダ語が話されている国同士の親睦を深めよう」という目的がある 。
90分で決着が付かない時は延長戦を行い、それでも決着が付かない時にはPK戦を行って決着を付ける。

## 参加チーム
| - アルバ - ボネール島 - キュラソー - スリナム |

## 過去の開催実績
| 開催年 | 開催国       | 優勝         | 準優勝       | 3位          | 4位          |
| ------ | ------------ | ------------ | ------------ | ------------ | ------------ |
| 2010   | キュラソー島 | スリナム     | キュラソー   | アルバ       | ボネール島   |
| 2011   | スリナム     | ボネール島   | アルバ       | スリナム     | キュラソー   |
| 2012   | アルバ       | アルバ       | スリナム     | キュラソー   | ボネール島   |
| 2013   | キュラソー島 | スリナム     | キュラソー   | ボネール島   | アルバ       |
| 2014   | スリナム     | 2015年に延期 | 2015年に延期 | 2015年に延期 | 2015年に延期 |
| 2015   | スリナム     | スリナム     | アルバ       | キュラソー   | ボネール島   |
| 2018   | アルバ       | Cancelled    | Cancelled    | Cancelled    | Cancelled    |
| 2021   | キュラソー島 | Cancelled    | Cancelled    | Cancelled    | Cancelled    |

## 優勝回数
| 回数 | 国名       | 年             |
| ---- | ---------- | -------------- |
| 3回  | スリナム   | 2010,2013,2015 |
| 1回  | ボネール島 | 2011           |
| 1回  | アルバ     | 2012           |